# Sacconemertella lutulenta
Sacconemertella lutulenta är en djurart som tillhör fylumet slemmaskar, och som beskrevs av Jirô Iwata 1970. Sacconemertella lutulenta ingår i släktet Sacconemertella och familjen Tetrastemmatidae. Inga underarter finns listade i Catalogue of Life.